# CoRoT-1
CoRoT-1は、いっかくじゅう座の方角に地球から約1,500光年の位置に存在する、太陽とよく似た黄色の主系列星である。視等級は13.6等級で、肉眼では見えないが、晴れた暗い夜ならアマチュア用の中型の望遠鏡で観測することができる。COROTミッションで発見された、最初の太陽系外惑星が公転する恒星である。惑星は、木星質量程度のホット・ジュピターであると考えられている。

## 名前
"COROT"という符号は、惑星のトランジットによる親星の明るさの変化を検出することにより太陽系外惑星を発見することを目的とした、COROTミッションの観測目標であることを意味する。COROTとは、「Convection（対流）, Rotation（自転）, and Planetary Transits（惑星トランジット）」の略で、フランスが主導して2006年12月に打ち上げた惑星探査用の宇宙望遠鏡である。COROTのもう一つの目標は、恒星から放射される光の特徴や振る舞いを分析することによって恒星の内部構造を研究することである。後に続く数字は、この恒星の周囲を公転している太陽系外惑星が、COROT望遠鏡で最初に発見されたことによる。CoRoT-1には、シリウスやプロキオンのような固有の名前は付けられていない。

## 特徴
| 太陽 | CoRoT-1   |
| ---- | --------- |
| 太陽 | Exoplanet |

CoRoT-1はG型主系列星で、放射される光の明るさや色は太陽と良く似ている。質量や表面温度も太陽に近い。肉眼で見える限界の6等級よりもさらに百倍以上暗く、光学装置なしでは地球から見ることはできない。

### 変光星
CoRoT-1は、2007年5月23日にCOROT望遠鏡による初期成果が公表されて以後、60日以上の期間観測が継続され、太陽と似たような星でありながら、脈動変光星と同じように震動が生じていると速報された。

## 惑星系

CoRoT-1bの発見にはトランジット法が用いられた。

この恒星は、COROTミッションで最初に発見された太陽系外惑星、CoRoT-1bの親星である。惑星は木星とほぼ同じ質量であり、CoRoT-1から約0.02AUの軌道を公転している。一方太陽系では、水星軌道でさえ太陽から約0.387AUの距離がある。CoRoT-1bはCoRoT-1に潮汐固定されていると推定されている。
この惑星は、赤外線ではなく可視光で発見された最初の惑星である。また、他のホット・ジュピターとは異なり、恒星に面している半球から面していない半球への熱移動はそれほど大きくないと考えられている。
| 名称 （恒星に近い順） | 質量         | 軌道長半径 （天文単位） | 公転周期 (日)      | 軌道離心率 | 軌道傾斜角 | 半径         |
| --------------------- | ------------ | ----------------------- | ------------------ | ---------- | ---------- | ------------ |
| b                     | 1.03±0.12 MJ | 0.0254±0.0004           | 1.5089557±6.4×10−6 | 0.0        | 85.1±0.5°  | 1.49±0.08 RJ |